# براندون ريتشاردز
براندون ريتشاردز (بالإنجليزية: Brandon Richards)‏ هو منافس ألعاب قوى أمريكي، ولد في 6 فبراير 1967.